# Каминска, Ида
Ида Каминска (Каминьская) (пол. Ida Kamińska; 18 сентября 1899 — 21 мая 1980) — украинско-еврейская актриса и театральный режиссёр, номинантка на премию «Оскар» 1966 года.

## Биография
Ида Каминска родилась в Одессе 18 сентября 1899 года в семье актёров еврейского театра на идише. Её мать, Эстер-Рохл Каминская, была знаменитой еврейской актрисой, а отец, Аврум-Ицхок Каминский (1867—1918) — театральным актёром, режиссёром и продюсером. Ида была сестрой музыканта Йозефа Камински и кузиной актёра Дэнни Кея и музыканта Шимона Пульмана.
Театральную карьеру Ида начала в 1904 году в возрасте пяти лет. На киноэкранах она дебютировала в 1912 года в польском фильме, где также снимались её мать и сестра. За всю свою карьеру в кино она появилась лишь в 11 фильмах, и только один из них принёс ей известность. В 1965 году Каминска снялась в чехословацком фильме «Магазин на площади», роль в котором принесла ей в 1966 году номинацию на премию «Оскар» в качестве лучшей актрисы.
Ида Каминска также удостоена ряда национальных польских наград, в числе которых орден Возрождения Польши 4 степени, орден «Знамя Труда» 1 и 2 степеней, медаль 10-летие Народной Польши и Нагрудный знак 1000-летия польского государства.
Последний раз в кино она появилась в 1970 году, после чего продолжила театральную карьеру, много гастролируя по миру. Ида Каминска умерла в Нью-Йорке 21 мая 1980 года от сердечно-сосудистой болезни.

### Личная жизнь
- Первый муж — актёр Зигмунд Турков (Zygmunt Turkow[пол.], 1896—1970), их дочь Рут Каминская (Ruth Kamińska[пол.], 1919—2005) была женой Эдди Рознера.
- Второй муж актрисы — известный польский режиссёр и актёр Мариан Мельман, их сын Виктор.